# David Elleray
David Roland Elleray, MBE (født 3. september 1954 i Dover, Kent), er en tidligere engelsk fodbolddommer, som dømte i the Football League, Premier League og for FIFA. I maj 2016 havde han positionen som teknisk direktør for IFAB.
Gennem sin karriere som kendt dommer i England dømte Elleray en række store kampe, herunder FA Cup-finalen, den største æresbevisning for en engelsk dommer.